# James Thompson (musicista)
James Thompson (Cleveland, 1951) è un musicista, sassofonista e cantante statunitense.

## Biografia
All'età di due anni con la famiglia si è trasferito a Los Angeles. 
È cresciuto in un'epoca interessante essendo un teenager negli anni sessanta in California. Ascoltava di tutto: soul, R&B, rock, jazz, pop e blues. In quegli anni, tutta la musica si ascoltava alla radio. Tutti gli stili, i generi e gli artisti venivano trasmessi da una stazione radio.

### Inizi
Fu profondamente influenzato da quella musica come pure dai tempi turbolenti degli Stati Uniti negli anni sessanta. Tempi che cambiavano velocemente. Iniziò a suonare il sax alto nella banda della scuola nel 1966 all'età di 15 anni, dopo 3 anni di clarinetto.
Per quanto riguarda la voce, iniziò a cantare all'età di 2 anni. Professionalmente divenne cantante solista intorno al 1984. Prima di allora faceva principalmente il corista.
Nel 1973, lasciò l'università e si mise per strada con un gruppo di musicisti che erano compagni di scuola.
Giovani e spericolati, viaggiarono molto, principalmente nella West Coast ed in Canada, ma anche in Giappone dove suonarono con i The Platters, gli The Olympics (un altro gruppo degli anni cinquanta) e Edwin Starr “WAR, WHAT IS IT GODD FOR?”.
Nel 1978, lui ed un suo amico di nome Dave Smith formarono il gruppo fusion Squash. Suonavano jazz in locali underground nel sud e nel centro della California.
Nel 1980 e 1981 registrò due dischi con Andy J. Forest, un amico di vecchia data, e alla fine venne in Italia nel 1983, in tour con la sua band. Passarono quattro anni prima che tornasse negli Stati Uniti.
In questi quattro anni pubblica con Cruisin'
Records : L.A.Woman insieme ad Andy J Forrest e come voce solista "For
Your Sweet Information" "Ciccalaccacocco" " Viens tu a
Dancer" "Bad Rap" ed altri brani che usciranno nell'unico LP dal
titolo Rap On distribuito in vari paesi europei.
Durante la sua permanenza in Italia ha avuto l'opportunità di suonare ed incidere con alcuni grandi artisti e musicisti come Zucchero Fornaciari, con il quale collabora da circa trent'anni, Paolo Conte, Joe Galullo & the Blues Messengers, gli Stadio (con i quali realizzerà due album e andrà anche in tour tra il 1991 e il 1992), Ivana Spagna, i Jestofunk, Andrea Mingardi, i Timoria e Tommy Vee, per citarne alcuni.
Ha anche partecipato ad alcuni grandi eventi musicali come Montreux Jazz Festival, Rock am Ring, Live at the Kremlin, Pavarotti & Friends, e suonato in prestigiose arene quali House of Blues di Los Angeles, Royal Albert Hall e Beacon Theater.

### Anni recenti
Nel 2007 ha partecipato alle tournée di Billy Cobham e Frank Gambale. Nel 2008 è stato impegnato nella tournée mondiale All the Best World Tour di Zucchero Fornaciari. 
Nel 2010 è uscito il suo ultimo CD Different Faces che riflette lo stato d'animo musicale del momento. Tutti i pezzi sono stati scritti da lui stesso ed hanno delle inflessioni che vanno dal soul al jazz al funk e al rock. Da maggio 2010 è stato in tournée con alcuni musicisti della band di Zucchero in un progetto ribattezzato "James Thompson project".
Nel 2013 con l'Harlem Blues Band partecipa ad alcuni festival blues del sud Italia tra cui il XVI Brindisi blues Festival, IV Accadia Blues Festival, V Manfredonia Blues festival, I Bitonto Blues Festival, IX Etna in Blues.
Nel 2016 e nel 2017 è stato impegnato nel Black Cat World Tour di Zucchero.
| Controllo di autorità | VIAF (EN) 94937662 · ISNI (EN) 0000 0000 8167 7160 · J9U (EN, HE) 987007595277305171 |